# Sipia berlepschi
El hormiguero colimocho (Sipia berlepschi) es una especie de ave paseriforme de la familia Thamnophilidae perteneciente al género Sipia. Anteriormente formaba parte del amplio género Myrmeciza, de donde fue separada recientemente, en 2013. Es nativa del noroeste de América del Sur.

## Distribución geográfica y hábitat
Se distribuye en una pequeña región de la pendiente del Pacífico, desde el oeste de Colombia (hacia el sur desde el centro del Chocó) y extremo noroeste de Ecuador (Esmeraldas). La presente especie y  Sipia nigricauda parecen ser altitudinalmente parapátricas, o sea, habitan la misma región geográfica, pero separadas por la altitud.
Esta especie es bastante común pero de distribución fragmentada, en el denso sotobosque de selvas húmedas, especialmente en los bordes y pequeñas clareras, también en crecimientos secundarios densos, principalmente debajo de los 400 m de altitud.

## Descripción
Mide 13,5 cm de longitud y pesa alrededor de 26 g. Presenta ligero dimorfismo sexual. El iris es pardo rojizo. La cola es más corta (de donde proviene su nombre común: «colimocho») y el pico es ligeramente más largo que sus congéneres. El macho es uniformemente negro, con una mancha interescapular blanca semi-oculta. La hembra es semejante pero con las plumas cobertoras de las alas con pintas blancas dispersas, y con notables pintas blancas en la garganta y pecho.

## Estado de conservación
El hormiguero colimocho ha sido calificado como «preocupación menor» por la Unión Internacional para la Conservación de la Naturaleza (IUCN), a pesar de la sospecha de que su población, todavía no cuantificada, esté en decadencia debido a la continua pérdida de hábitat dentro de su zona.

## Comportamiento
Tienen como costumbre bajar la cola para después levantarla lentamente. Forrajean en el suelo, hurgando en los substratos bajos del bosque, principalmente abajo de 1 m de altura; andan generalmente en parejas y prefieren enmarañados alrededor de troncos de árboles caídos.

### Alimentación
Se conoce muy poco sobre sus hábitos. Se alimentan de insectos; probablemente también de otros artrópodos, inclusive arañas.

### Vocalización
El canto es una serie de notas cuyo timbre inicialmente decae para después subir, por ejemplo, «chi-chu-chu-chu-chiu-chíu-chíu-chíu».

## Sistemática

### Descripción original
La especie S. berlepschi fue descrita por primera vez por el ornitólogo alemán Ernst Hartert en 1898 bajo el nombre científico Pyriglena berlepschi; localidad tipo «Cachabí, 500 pies [cerca de 150 m], Esmeraldas, Ecuador.»

### Etimología
El nombre genérico «Sipia» se refiere a la localidad tipo de la descripción original del género: Sipí, Chocó, Colombia; y el nombre de la especie «berlepschi», conmemora al ornitólogo alemán Hans von Berlepsch.

### Taxonomía
Hasta recientemente (2013), la presente especie estaba incluida en el amplio género Myrmeciza. La historia del este género se caracteriza por décadas de controversias e incertezas. Autores más recientes expresaron dudas consistentes en relación con la monofilia del grupo, pero no había ninguna revisión disponible que realmente probase la monofilia del grupo.
El estudio de Isler et al. 2013 presentó resultados de filogenia molecular de un denso conjunto de taxones de la familia Thamnophilidae (218 de 224 especies). Estos datos suministraron un fuerte soporte a la tesis de que Myrmeciza no era monofilético. También se compararon las características morfológicas, comportamentales y ecológicas de las especies de Myrmeciza con sus parientes próximos dentro de cada tribu, con el objetivo de determinar los límites genéricos.
Como resultado de estos análisis, la entonces especie Myrmeciza berlepschi , junto a Sipia nigricauda, S. laemosticta y S. palliata, fueron separadas en un género resucitado Sipia (del cual la presente es la especie tipo), incluido en un clado exsul, dentro de una tribu Pyriglenini. En la Propuesta N° 628 al Comité de Clasificación de Sudamérica (SACC), se aprobó este cambio, junto a todos los otros envolviendo el género Myrmeciza. Los cambios taxonómicos fueron adoptados por la mayoría de las clasificaciones.
La especie es monotípica.